# Port lotniczy Londyn-City
Port lotniczy Londyn-City (ang.: London City Airport, kod IATA: LCY, kod ICAO: EGLC) – międzynarodowe lotnisko w Londynie, w dzielnicy Royal Docks, położone ok. 10 km na wschód od City of London.

## Linie lotnicze i połączenia
| Linie lotnicze       | Kierunek |
| -------------------- | --- |
| Air Dolomiti         | 1. Frankfurt |
| Aurigny Air Services | 1. / Guernsey |
| British Airways      | 1. Amsterdam 2. Barcelona 3. Belfast-City 4. Berlin 5. Billund 6. Dublin 7. Edynburg 8. Florencja 9. Frankfurt 10. Glasgow 11. Ibiza 12. Malaga 13. Palma de Mallorca 14. Rotterdam 15. San Sebastián 16. Zurych Sezonowo: 1. Bergerac 2. Chambéry 3. Faro 4. Genewa 5. Mediolan-Linate 6. Mykonos 7. Nicea 8. Olbia (od 25 maja 2025) 9. Praga 10. Skiathos 11. Split 12. Saloniki |
| ITA Airways          | 1. Mediolan-Linate 2. Rzym-Fiumicino |
| KLM                  | 1. Amsterdam |
| Loganair             | 1. / Wyspa Man |
| LOT                  | 1. Wilno |
| Lufthansa            | 1. Frankfurt |
| Luxair               | 1. Luksemburg |
| SWISS                | 1. Zurych Sezonowo: 1. Genewa |